# Iniminimagimo
Iniminimagimo est une série télévisée québécoise pour la jeunesse en 200 épisodes de 15 minutes diffusée du 16 février 1987 au 31 mai 1990 à la Télévision de Radio-Canada.

## Synopsis
Destinée aux enfants, cette émission présente différents contes de fée sous la forme d'une pièce de théâtre. Ce sont les mêmes quatre actrices et acteurs qui jouent tous les personnages.

## Distribution
- Joël Legendre
- Dominic Philie
- Christine Seguin
- Louise Lavoie
- Jean Petitclerc

## Les 40 contes
- Aladin et la lampe magique
- Ali-Baba et les 40 voleurs
- Baja le petit gitan
- Barbe Bleue
- Blanche-Neige et les sept nains
- Boucle d'or et les trois ours
- Bouki la petite hyène
- Cendrillon
- Délaissée et le poisson d’or
- Hansel et Gretel
- Il y avait un chien
- Jeannot et la fève
- Josée et la sirène verte
- Katia et le diable
- L’esprit dans la bouteille
- L’histoire d’Aoyagi
- La belle au bois dormant
- La Belle et la Bête
- La petite fille aux allumettes
- La petite table, l'âne et le baton
- La princesse au petit pois
- La princesse et la grenouille
- La princesse et le roi Grise Barbe
- Le chat botté
- Le géant aux trois cheveux d’or
- Le géant égoïste
- Le joueur de flûte de Hamelin
- Le lièvre et la tortue
- Le petit chaperon rouge
- Le rossignol de l’empereur
- Les 40 dragons
- Les habits neufs de l'empereur
- Les lapins du roi
- Les trois petits cochons
- Les trois plumes
- Peau d’âne
- Petit soleil et Petite-Étoile d’or
- Pinocchio
- Riquet à la houppe
- Vassilissa la Belle

## Fiche technique
- Auteurs : Marie-Francine Hébert, Maryse Pelletier, Claude Roussin, Linda Wilscam
- Réalisateurs : Albert Girard, Jean-Louis Boudou, Monique Brossard, Michel F. Gelinas
- Production : Productions du RicheLieu

## Différences entre le DVD et la diffusion originale
L'émission originellement diffusée faisait alterner théâtre et périodes de questions destinées aux enfants (par exemple, « Est-ce que Blanche-Neige survivra après avoir croqué la pomme ? »), alors que le coffret DVD ne montre que la performance théâtrale. En télédiffusion, une pièce complète s'étalait sur cinq jours et chaque partie diffusée devait remplir une plage horaire de 15 minutes.